# Політична трансформація
Політи́чна трансформа́ція — історичний процес змін, що постає як єдність декількох складових: трансформація політичної системи суспільства; трансформація «політичної людини» (особа, еліта, колектив, організація); трансформація політичної культури суспільства і особи (ідеї, норми, рівень політичних відносин).